# Auguste Gaché
Auguste Gaché est un homme politique français, né le 12 avril 1838 à Grenoble et décédé le 14 septembre 1925, à Grenoble. Il a été maire de Grenoble à deux reprises.

## Biographie
Élève du lycée de Grenoble, il fait ses études de médecine à Paris. Devenu médecin à Grenoble, il est membre du conseil municipal de Grenoble dès 1871 et devient maire par décret présidentiel du 19 mai 1876 au 10 février 1881. Sept ans plus tard, il succède à Édouard Rey en redevenant maire de mai 1888 à mai 1896. Il est conseiller général de l'Isère de 1877 à 1901.
Pendant ses mandats, interviennent la construction du palais de l'université, de l'école de médecine, de groupes scolaires et l'aménagement du lycée de jeunes filles, mais également la mise en service de la ligne des Alpes entre Grenoble et Gap en février 1878. Le tronçon jusqu'à Vif avait été préalablement ouvert le 11 décembre 1876.
En 1879, le rempart sud de Grenoble (futur tracé des grands boulevards) est édifié à la fin de son premier mandat, puis l'année suivante un dernier l'est au nord de la ville entre le Drac et le fort de la Bastille mettant fin à la fonction défensive de la Porte de France. À la suite du percement de la Porte de la Saulaie dans les remparts Haxo en 1888, son conseil nomme en 1891 la nouvelle voirie ouverte à cette occasion en direction du quartier de l'Île-Verte, avenue Maréchal-Randon. Il aménage également la ville ancienne en créant la rue Président Carnot.
Le 20 juillet 1888, il reçoit le président de la république Sadi Carnot afin de célébrer le centenaire de la pré-révolution française (la journée des Tuiles et la réunion des états généraux du Dauphiné). Durant la soirée, après un banquet à l'hôtel de préfecture et avant un feu d'artifice sur la Bastille, une plaque monumentale est inaugurée à la lueur des torches sur la façade de l'hôtel de Lesdiguières, mentionnant les événements révolutionnaires de l'été 1788. À cette occasion, l'extension du palais de justice est inaugurée.
En 1889, le central téléphonique de la place Vaucanson est mis en chantier, le pont de fer est mis en service sur le Drac et le premier syndicat d'initiative de France est ouvert le 2 mai. En 1893, le pont de la Porte de France est inauguré le 28 mai.
Sur un plan social, il participe à la création d'une fondation des apprentis orphelins de la ville en lien étroit avec la loge maçonnique Les Amis réunis dont il fait partie. En 1894, il ouvre l'asile des vieillards et sa chapelle à La Tronche, première implantation médicale de l'actuel campus santé. C'est le 13 septembre 1876, au tout début de son premier mandat, que l'école professionnelle de la rue Hauquelin est nommée école Vaucanson.
Le docteur Gaché meurt à 87 ans alors que se déroule l'exposition internationale de la houille blanche dans la ville. Il est inhumé au cimetière Saint-Roch de Grenoble.

## Hommages
La rue Vaucanson dans le centre-ville devient le 31 décembre 1927 la rue Auguste-Gaché.